# Mojibake
Mojibake (文字化け?) ([AFI]: pronunție în japoneză [mod͡ʑibake]; AFR: [moǧibak'e]; lit. „transformarea caracterelor”), din cuvintele  japoneze 文字 (moji) „caracter” + 化け (bake) „a se transforma”, numit și salată de caractere, reprezintă textul deformat rezultat ca urmare a decodării acestuia folosind o shemă de codificare a caracterelor diferită de cea originală, proprie textului respectiv. Rezultatul este o înlocuire sistematică a simbolurilor cu unele complet diferite, adesea dintr-un sistem de scriere diferit. Această afișare poate include caracterul de înlocuire generic � în locurile unde reprezentarea binară este considerată invalidă. O înlocuire poate implica de asemenea multiple simboluri consecutive, vizualizate într-o anumită codare, atunci când același cod binar constituie un singur simbol în cealaltă codare. Aceasta se întâmplă fie din cauza codificărilor de lungime constantă diferite (precum în codificările asiatice de 16 biți față de codificările europene de 8 biți), fie din cauza folosirii codificărilor de lungime variabilă (în special UTF-8 și UTF-16).

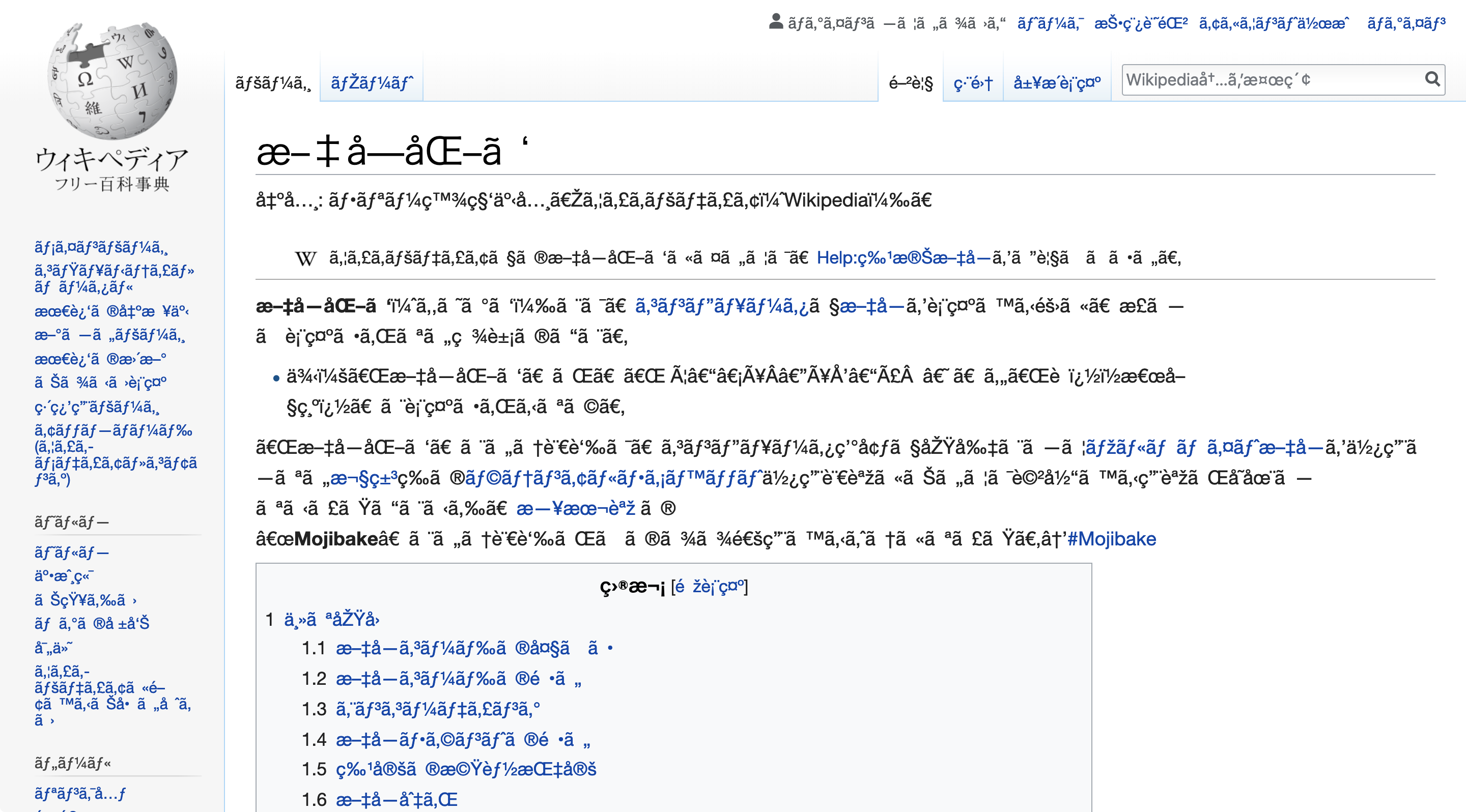
Articolul „Mojibake” de pe Wikipedia în limba japoneză, codat în UTF-8, așa cum este afișat în codarea Windows-1252.

Redarea semnelor grafice, care eșuează adesea din cauza lipsei fonturilor, este o chestiune diferită care nu trebuie confundată cu mojibake. Simptomele includ blocuri cu punctul de cod afișat în sistemul hexazecimal, sau chiar și înlocuirea generică cu caracterul �. Important de reținut că, aceste înlocuiri sunt valide, fiind rezultatul operării corecte a erorilor de către program.